# Rigobert Song
Rigobert Song Bahanag (Nkanglikock, 1976. július 1. –) kameruni labdarúgó, jelenleg a kameruni válogatott szövetségi kapitánya.

## Pályafutása

### Klubszinten
A Galatasarayban meghatározó ember volt, Stjepan Tomasszal együtt alkották a védelem középső részét.
A 2006–2007-es szezonban bizonytalanná vált a helye a csapatban, mivel az egyik bajnoki mérkőzést követően vitába keveredett Eric Gerets vezetőedzővel. Annak ellenére, hogy Song elnézést kért az eset után, Gerets nem játszatta a későbbiekben. Az új edző, Karl-Heinz Feldkamp érkezésével ismét alapember lett a csapatban. 2008 nyarán mégis klubot váltott, a 2008–2009-es idényre új csapatot építő Trabzonspor jelentős pénzösszegért leigazolta.

### A válogatottban
1993 szeptemberében mutatkozott be a válogatottban Mexikó ellen.
A kameruni labdarúgó-válogatottban egy évtizede kulcsjátékos, szerepelt az 1994-es, az 1998-as és a 2002-es világbajnokságon is. Hazájában ő a legtöbb válogatottsággal rendelkező játékos.
Zinédine Zidaneon kívül ő az egyetlen játékos, akit két különböző világbajnokságon is kiállítottak. Először Brazília ellen 1994-ben, majd Chile ellen 1998-ban kapott piros lapot. Emellett másik rekordot is tart, ő a világbajnokságok történetének legfiatalabban kiállított labdarúgója (17 éves volt az 1994-es esetnél).
A 2006-os afrikai nemzetek kupáján Kamerun történetének legtöbb válogatottságával rendelkező labdarúgója lett. Ugyanezen az eseményen megdöntötte a rekordot az afrikai nemzetek kupáján lejátszott legtöbb mérkőzés tekintetében is.

## Edzőként
2022. február végén kameruni szövetségi kapitánynak nevezték ki.

## Sikerei, díjai

### Klubcsapatokkal
- FC Metz:
- Francia bajnoki ezüstérmes: 1998
- Francia ligakupa-győztes: 1996
- Liverpool:
- Angol bajnoki bronzérmes: 2001
- UEFA-kupa-győztes: 2001
- Galatasaray SK:
- Török bajnok: 2006, 2008

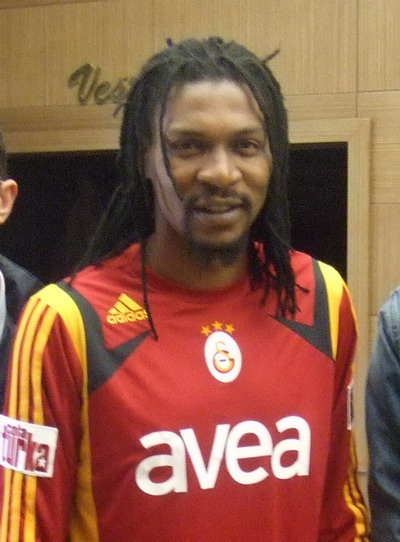
Song a Galatasaray mezében

- Török bajnoki bronzérmes: 2005, 2007
- Törökkupa-győztes: 2005

### Válogatottal
- Afrikai nemzetek kupája-győztes: 2000, 2002
- Afrikai nemzetek kupája ezüstérmes: 2008
- Konföderációs kupa ezüstérmese: 2003

## Pályafutása statisztikái
| Klub                    | Szezon   | Süper Lig    | Süper Lig    | Türkiye Kupası  | Türkiye Kupası  | —                 | —                 | —      | —      | Összesen | Összesen |
| Klub                    | Szezon   | Mérk         | Gól          | Mérk            | Gól             | Mérk              | Gól               | Mérk   | Gól    | Mérk     | Gól      |
| ----------------------- | -------- | ------------ | ------------ | --------------- | --------------- | ----------------- | ----------------- | ------ | ------ | -------- | -------- |
| Trabzonspor             | 2008–09  | 20           | 0            | 3               | 0               | —                 | —                 | —      | —      | 23       | 0        |
| Trabzonspor             | Összesen | 20           | 0            | 3               | 0               | —                 | —                 | —      | —      | 23       | 0        |
| Klub                    | Szezon   | Süper Lig    | Süper Lig    | Türkiye Kupası  | Türkiye Kupası  | —                 | —                 | Európa | Európa | Összesen | Összesen |
| Klub                    | Szezon   | Mérk         | Gól          | Mérk            | Gól             | Mérk              | Gól               | Mérk   | Gól    | Mérk     | Gól      |
| Galatasaray             | 2007–08  | 22           | 0            | 2               | 1               | —                 | —                 | 8      | 1      | 32       | 2        |
| Galatasaray             | 2006–07  | 25           | 1            | —               | —               | —                 | —                 | 7      | 0      | 32       | 1        |
| Galatasaray             | 2005–06  | 29           | 1            | —               | —               | —                 | —                 | 2      | 0      | 31       | 1        |
| Galatasaray             | 2004–05  | 32           | 2            | —               | —               | —                 | —                 | —      | —      | 32       | 2        |
| Galatasaray             | Összesen | 108          | 4            | 2               | 1               | —                 | —                 | 17     | 1      | 127      | 6        |
| Klub                    | Szezon   | Ligue 1      | Ligue 1      | Coupe de France | Coupe de France | Coupe de la Ligue | Coupe de la Ligue | Európa | Európa | Összesen | Összesen |
| Klub                    | Szezon   | Mérk         | Gól          | Mérk            | Gól             | Mérk              | Gól               | Mérk   | Gól    | Mérk     | Gól      |
| RC Lens                 | 2003–04  | 28           | 0            | —               | —               | 3                 | 0                 | 6      | 0      | 37       | 0        |
| RC Lens                 | 2002–03  | 35           | 3            | 2               | 0               | 1                 | 0                 | 8      | 1      | 46       | 4        |
| RC Lens                 | Összesen | 63           | 3            | 2               | 0               | 4                 | 0                 | 14     | 1      | 83       | 4        |
| Klub                    | Szezon   | Bundesliga 1 | Bundesliga 1 | DFB-Pokal       | DFB-Pokal       | —                 | —                 | —      | —      | Összesen | Összesen |
| Klub                    | Szezon   | Mérk         | Gól          | Mérk            | Gól             | Mérk              | Gól               | Mérk   | Gól    | Mérk     | Gól      |
| 1. FC Köln (kölcsönben) | 2001–02  | 16           | 0            | 3               | 1               | —                 | —                 | —      | —      | 19       | 1        |
| 1. FC Köln (kölcsönben) | Összesen | 16           | 0            | 3               | 1               | —                 | —                 | —      | —      | 19       | 1        |
| Klub                    | Szezon   | Premiership  | Premiership  | FA-kupa         | FA-kupa         | Ligakupa          | Ligakupa          | —      | —      | Összesen | Összesen |
| Klub                    | Szezon   | Mérk         | Gól          | Mérk            | Gól             | Mérk              | Gól               | Mérk   | Gól    | Mérk     | Gól      |
| West Ham United         | 2001–02  | 5            | 0            | —               | —               | 1                 | 0                 | —      | —      | 6        | 0        |
| West Ham United         | 2000–01  | 19           | 0            | 1               | 0               | 1                 | 0                 | —      | —      | 21       | 0        |
| West Ham United         | Összesen | 24           | 0            | 1               | 0               | 2                 | 0                 | —      | —      | 27       | 0        |
| Klub                    | Szezon   | Premiership  | Premiership  | FA-kupa         | FA-kupa         | Ligakupa          | Ligakupa          | Európa | Európa | Összesen | Összesen |
| Klub                    | Szezon   | Mérk         | Gól          | Mérk            | Gól             | Mérk              | Gól               | Mérk   | Gól    | Mérk     | Gól      |
| Liverpool               | 2000–01  | 3            | 0            | —               | —               | —                 | —                 | 1      | 0      | 4        | 0        |
| Liverpool               | 1999–00  | 18           | 0            | 1               | 0               | 2                 | 0                 | —      | —      | 21       | 0        |
| Liverpool               | 1998–99  | 13           | 0            | —               | —               | —                 | —                 | —      | —      | 13       | 0        |
| Liverpool               | Összesen | 34           | 0            | 1               | 0               | 2                 | 0                 | 1      | 0      | 38       | 0        |
| Klub                    | Szezon   | Serie A      | Serie A      | Coppa Italia    | Coppa Italia    | —                 | —                 | —      | —      | Összesen | Összesen |
| Klub                    | Szezon   | Mérk         | Gól          | Mérk            | Gól             | Mérk              | Gól               | Mérk   | Gól    | Mérk     | Gól      |
| Salernitana             | 1998–99  | 4            | 1            | —               | —               | —                 | —                 | —      | —      | 4        | 1        |
| Salernitana             | Összesen | 4            | 1            | —               | —               | —                 | —                 | —      | —      | 4        | 1        |
| Klub                    | Szezon   | Division 1   | Division 1   | Coupe de France | Coupe de France | Coupe de la Ligue | Coupe de la Ligue | Európa | Európa | Összesen | Összesen |
| Klub                    | Szezon   | Mérk         | Gól          | Mérk            | Gól             | Mérk              | Gól               | Mérk   | Gól    | Mérk     | Gól      |
| FC Metz                 | 1997–98  | 28           | 1            | —               | —               | —                 | —                 | 4      | 0      | 32       | 1        |
| FC Metz                 | 1996–97  | 34           | 0            | —               | —               | 1                 | 0                 | 6      | 1      | 41       | 1        |
| FC Metz                 | 1995–96  | 34           | 0            | —               | —               | 4                 | 0                 | 2      | 0      | 40       | 0        |
| FC Metz                 | 1994–95  | 24           | 2            | 1               | 0               | 1                 | 0                 | —      | —      | 26       | 2        |
| FC Metz                 | Összesen | 120          | 3            | 1               | 0               | 6                 | 0                 | 12     | 1      | 139      | 4        |
| Klub                    | Szezon   | Bajnokság    | Bajnokság    | —               | —               | —                 | —                 | —      | —      | Összesen | Összesen |
| Klub                    | Szezon   | Mérk         | Gól          | Mérk            | Gól             | Mérk              | Gól               | Mérk   | Gól    | Mérk     | Gól      |
| Tonnerre Yaoundé        | 1994     | 0            | 0            | —               | —               | —                 | —                 | —      | —      | 0        | 0        |
| Tonnerre Yaoundé        | Összesen | 0            | 0            | —               | —               | —                 | —                 | —      | —      | 0        | 0        |
| Összesen                |          | 389          | 11           | 13              | 2               | 14                | 0                 | 44     | 3      | 460      | 16       |

## Magánélete
Édesapját, Paul Songot fiatal korában elveszítette. Tulajdonképpen nem ismerte igazán, ennek ellenére minden sikerét neki ajánlja.
Feleségével Estherrel együtt nevelik három gyermeküket (Ronny a legidősebb, Yohanna Bernadette az elsőszülött lánya 2002. szeptember 22-én jött a világra, míg Hillary Veronique Liliane 2004. szeptember 13-án született).
2008. június 15-én azzal vádolták, hogy bántalmazott egy légiutas-kísérőt a Dar es-Salaami nemzetközi repülőtéren a Tanzánia elleni, 0–0-ás világbajnokság-selejtezőt követően. A pilóta megtagadta a felszállást, azonban a kameruni tisztviselők nem kértek elnézést.
Unokaöccse, Alexandre Song a svájci bajnokságban érdekelt Sion labdarúgója.